# 301-ша зенітна ракетна бригада (Україна)
301-ша зенітна ракетна Нікопольська бригада (301 ЗРБр, в/ч А0593) — формування зенітних ракетних військ у складі Повітряних сил України. Дислокується у м. Нікополь. Структурно належить до Повітряного командування «Схід». Завдання частини — охорона повітряного простору південно-східних кордонів України.

## Історія
269 зрбр була створена згідно з директивою начальника генерального штабу СРСР в 1965 р. в місті Шуя Іванівської області, РРФСР. У 1986 р. бригада була передислокована в м. Нікополь Дніпропетровської області.
У 1992 році, після розпаду СРСР, особовий склад 269-ї зенітної ракетної бригади Радянської армії склав військову присягу на вірність українському народові. Упродовж 1998—2001 рр. 269 зрбр була скорочена до кадру бригади.
У 2002 році кадр 269-ої зрбр бул розгорнутий до штатів полку.
У вересні 2010 року під час широкомасштабних комплексних навчань «Взаємодія-2010» на полігоні Чауда (АР Крим), до яких залучались всі компоненти Збройних Сил України, один з дивізіонів 301-го полку знищив всі цілі, та отримав від командування оцінку «відмінно».
31 грудня 2013 року 301 зрп був переведений на штати групи дивізіонів, а техніка і особовий склад увійшли до 138-го зенітно-ракетного полку, ставши 138-ю бригадою в місті Харків.
У 2014 р. група дивізіонів знову переведена на штати зенітного ракетного полку.
У жовтні 2015 року полк відзначив своє 50-річчя. На території військової частини пройшли святкові заходи.
24 серпня 2022 року полк відзначений почесною відзнакою «За мужність та відвагу».
5 серпня 2023 року, з метою відновлення історичних традицій національного війська та зважаючи на зразкове виконання покладених завдань особовим складом, полку присвоєно почесне найменування « Нікопольський».
Станом на 2025 рік полк було переформатовано у бригаду.

## Структура
- управління (в тому числі штаб)
- 3011-й зенітний ракетний дивізіон (С-300ПС)
- 3012-й зенітний ракетний дивізіон (С-300ПС)
- 3013-й зенітний ракетний дивізіон (С-300ПТ)
- рота матеріального забезпечення
- ремонтно-технічна рота
- медичний пункт полку
- командний пункт
- технічна батарея

## Командири
- 2002—2004: полковник Сергій Дмитрович Урюпов
- 2004—2006: полковник Вознесенський Сергій Васильович
- 2006—2013: полковник Карпенко Володимир Павлович
- 2013—2015: полковник Резніченко Олександр Анатолійович[6]
- 2015: полковник Андрій Могілатенко[2]
- 2025: полковник Камишенков Роман Петрович[5]

## Втрати
- Ясковець Олег Олександрович (1992—2022, сержант)[7]